# حرباء النمر

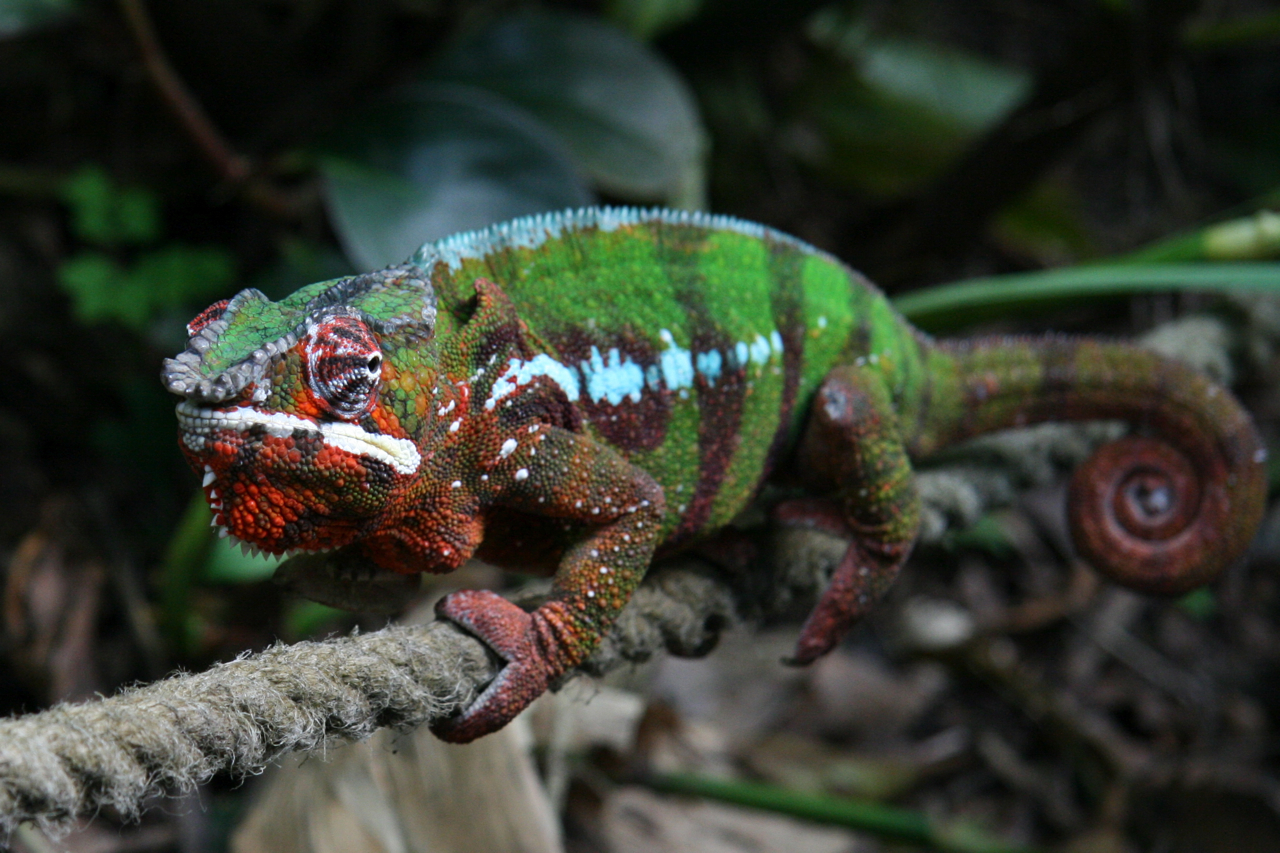

حرباء النمر (بالإنجليزية:Panther chameleon ) هي نوع من الحرباء يعيش في شمال جزيرة مدغشقر تتميز بتلونها خلايا جلدها وتغيير ألوانها فجأة بحسب ألوان ما يحيطها من نبات أو أحجار . كما يكون تغيير اللون أشد وضوحا تبعا لحالتها عند الدفاع عن نفسها أو محاولة إغراء إنثاها أو ذكرها للتناسل.

## صفاتها
يصل طول الذكر من حرباء النمر 55 سنتيمتر في مدغشقر ويصل طول حرباء جزر ريونيون 44 سنتيمتر ، أما الأنثى فتكون أقل طولا من الذكر. يرتص على ظهر حرباء النمر أشواكا بطول الظهر . ويتميز بدنها بوجود شرائط عرضية تختلف في لونها عن لون جسدها .

## مناطق وجودها

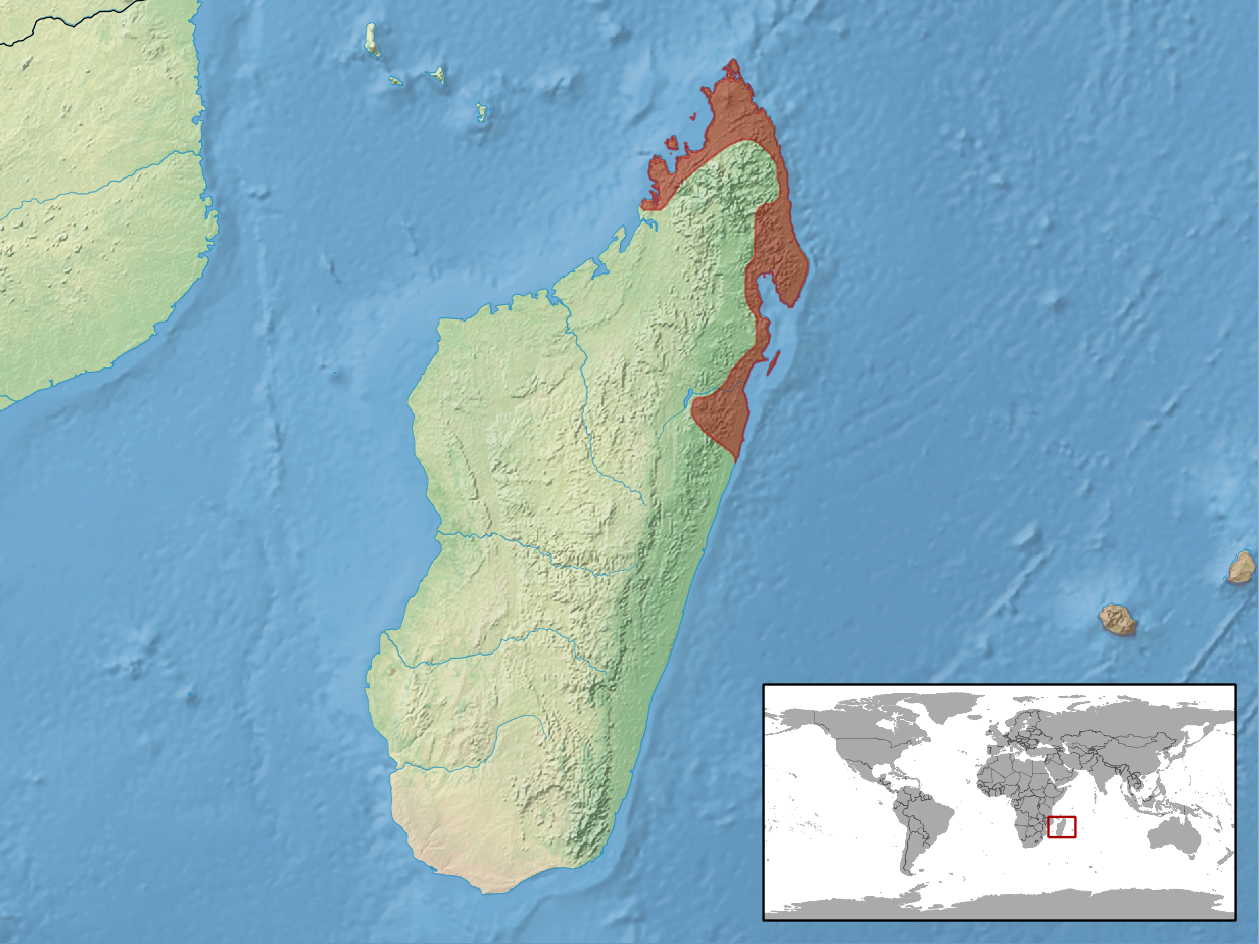
مناطق وجودها.

توجد حرباء النمر في الطرف الشمالي والساحل الشرقي من جزيرة مدغشقر ، كما توجد في جزر قريبة مثل «جزيرة نوزي بي» و سانت ماري. وتوجد أيضا في جزر موريشيوس وريونيون. تعيش حرباء النمر دائما بالقرب من البحر في مناخ عالي الرطوبة ، حيث يكثر فيها أنواع من الأشجار العشبية . كما يعيش بعضها بالقرب من الأماكن السكنية وفي الحقول والحدائق.

## التناسل
يبدأ الذكر بإغراء الأنثى بتغيير لونه إلى لون فاتح ، ويقترب من الأنثى حثيثا مخفضا رأسه . فإذا لم تكن الأنثى على استعداد للمعاشرة دافعت عن نفسها وتفتح فمها مهددة الذكر. ويستغرق التناسل نحو 10 دقائق . وتبقى الأنثى مستعدة للتناسل فترة ثلاثة أيام . تحمل الأنثى البيض نحو 31 - 45 يوم .
تبحث الأنثى عن مكان مناسب لوضع البيض قبل الوضع بأيام قليلة . وعندما تجد مكانا مناسبا تحفر فيه خندقا تضع فيها بين 12 إلى 45 بيضة . وتسد الفجوة بالتراب . تخرج الصغار من البيض بعد نحو 240 يوم .

## صور

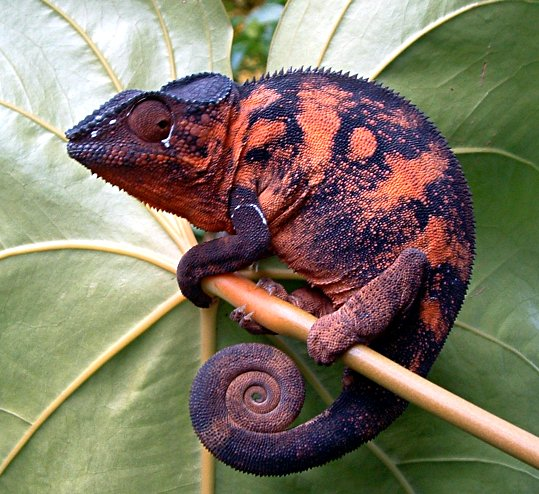
أنثى حرباء النمر من جزر ريونيون
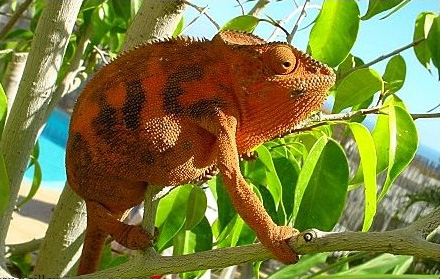
أنثى من ريونيون
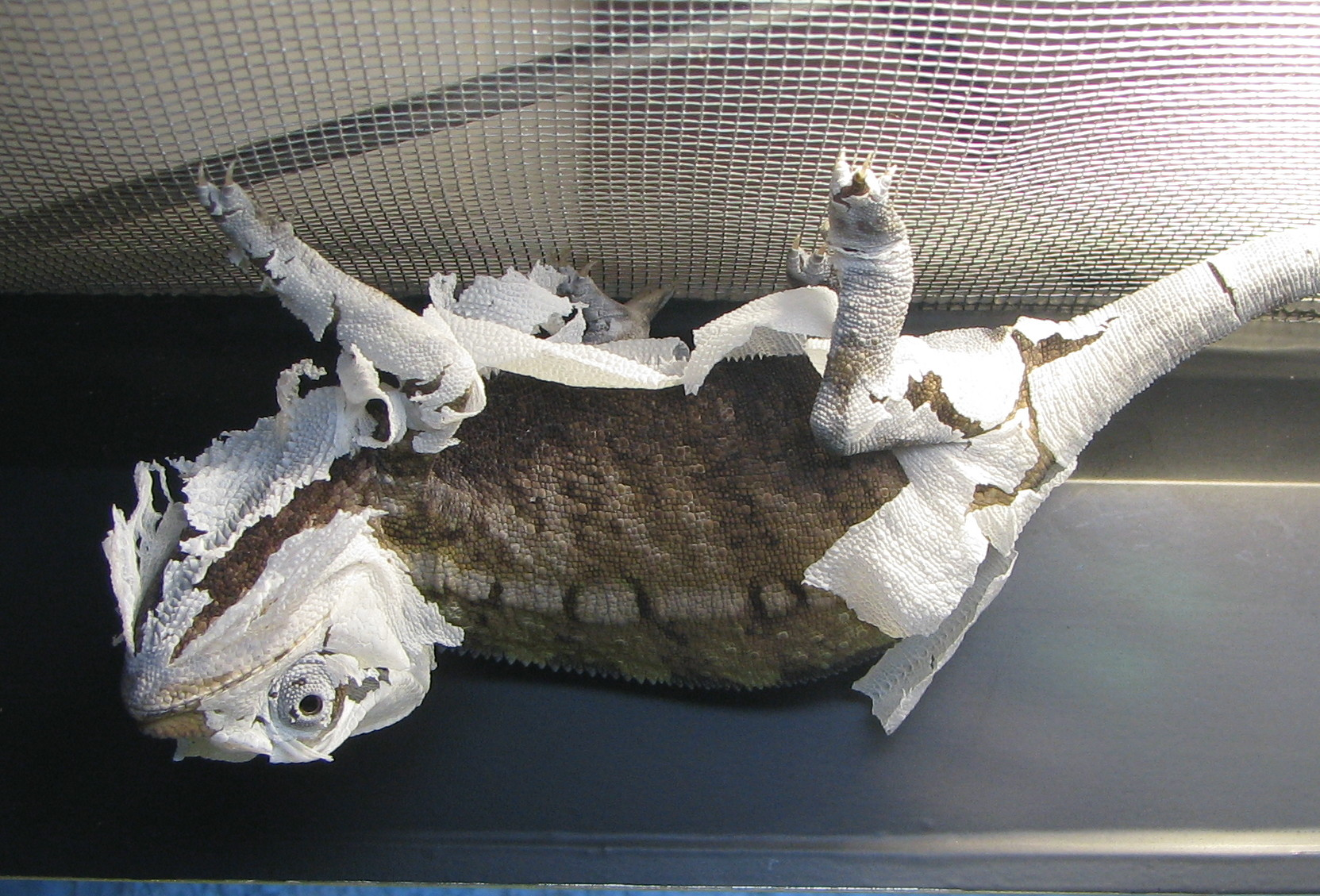
حرباء النمر تغير جلدها
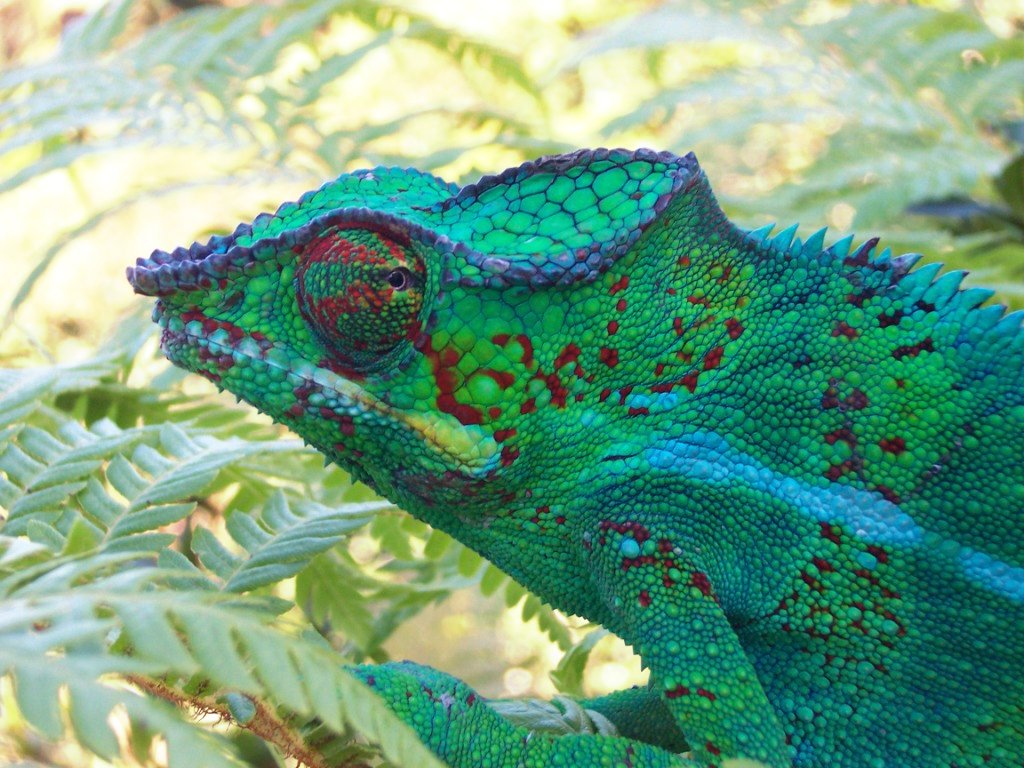
حرباء النمر من ريونيون
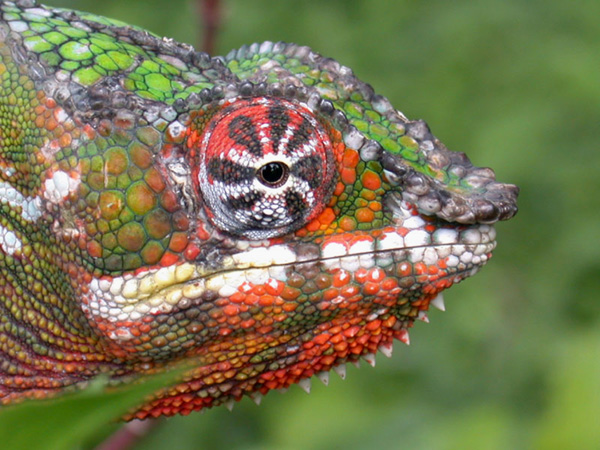
حرباء من مدغشقر
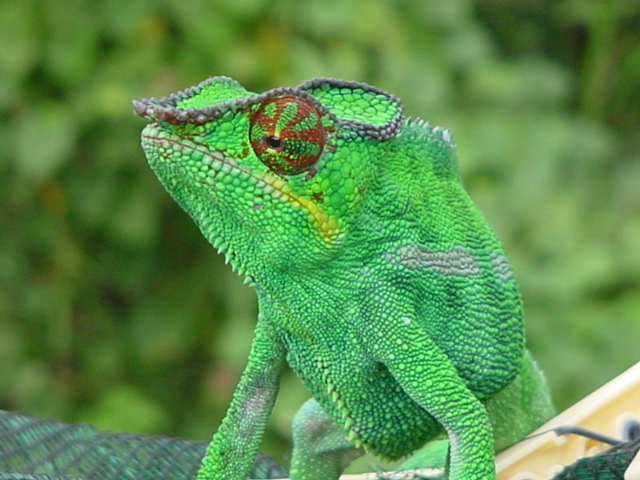
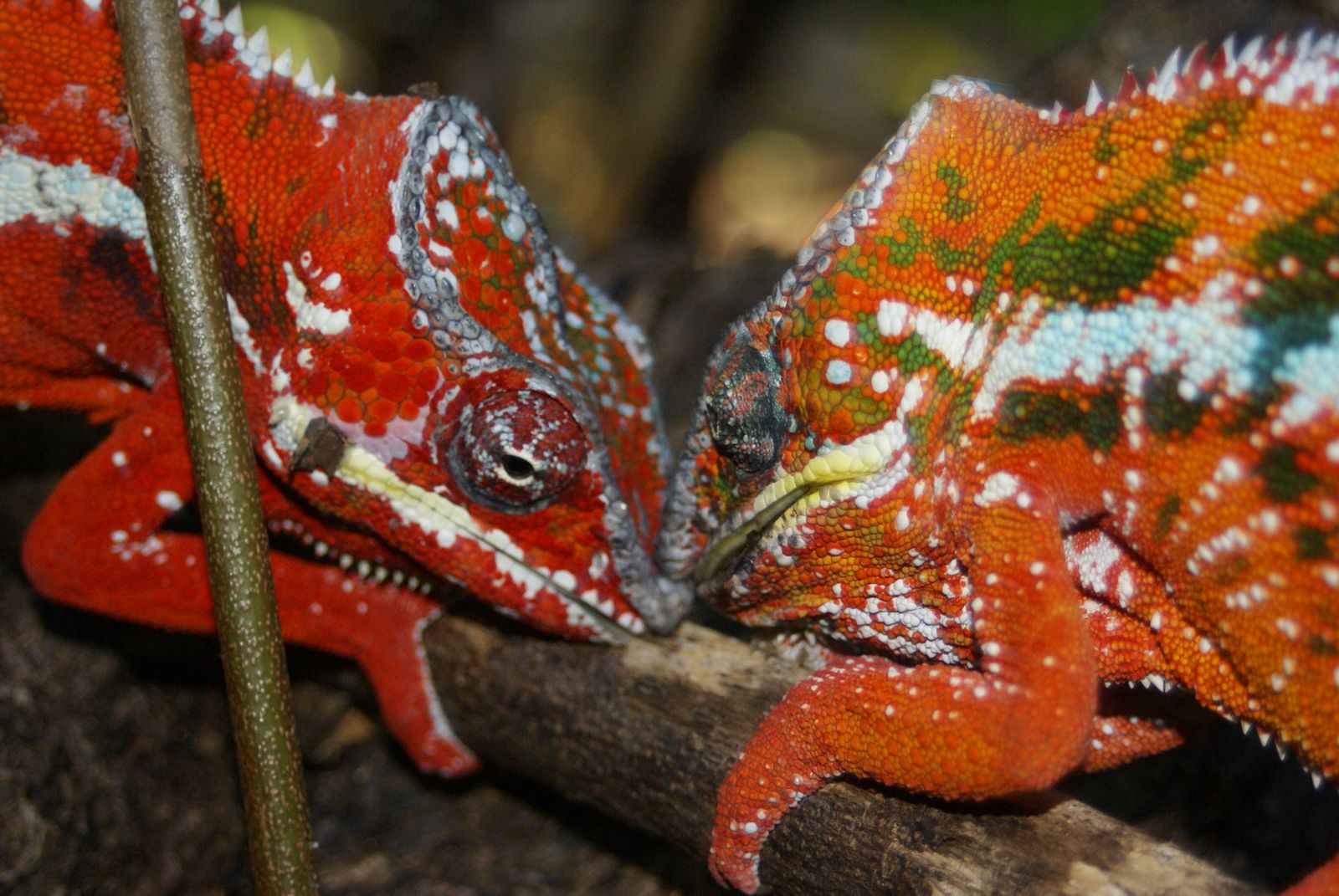
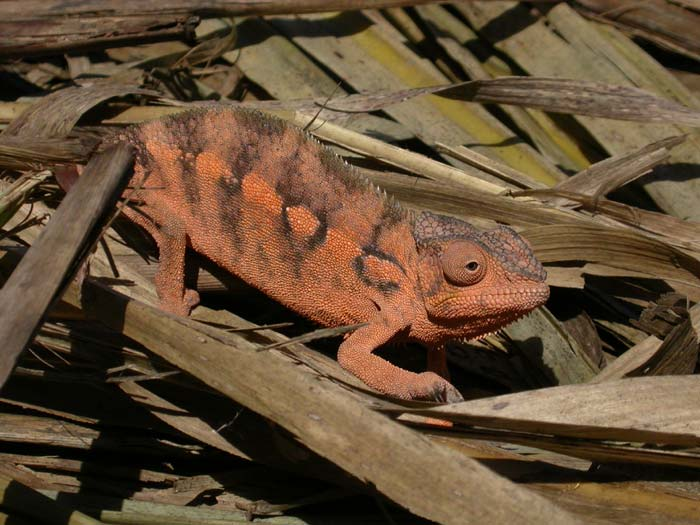
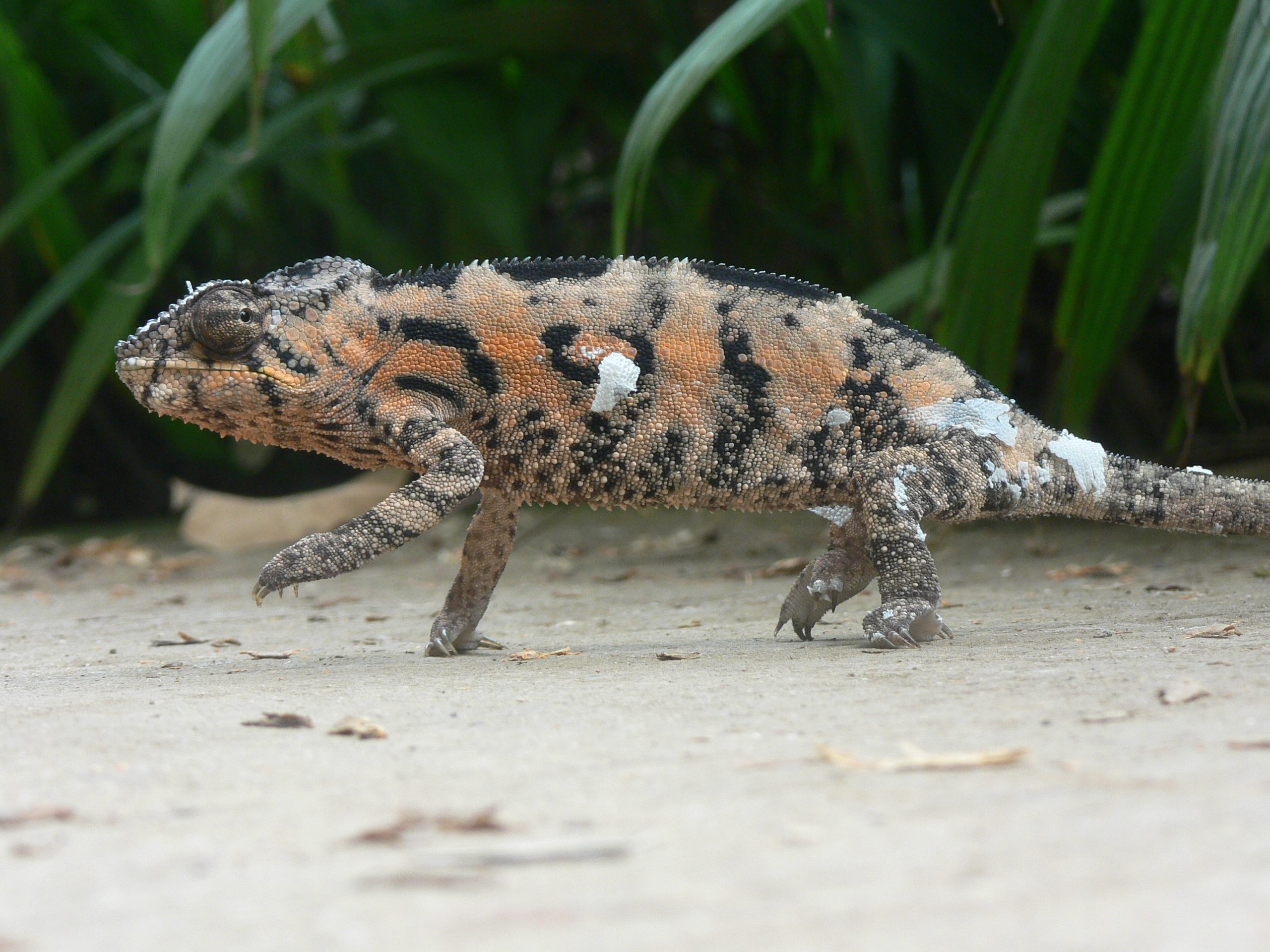
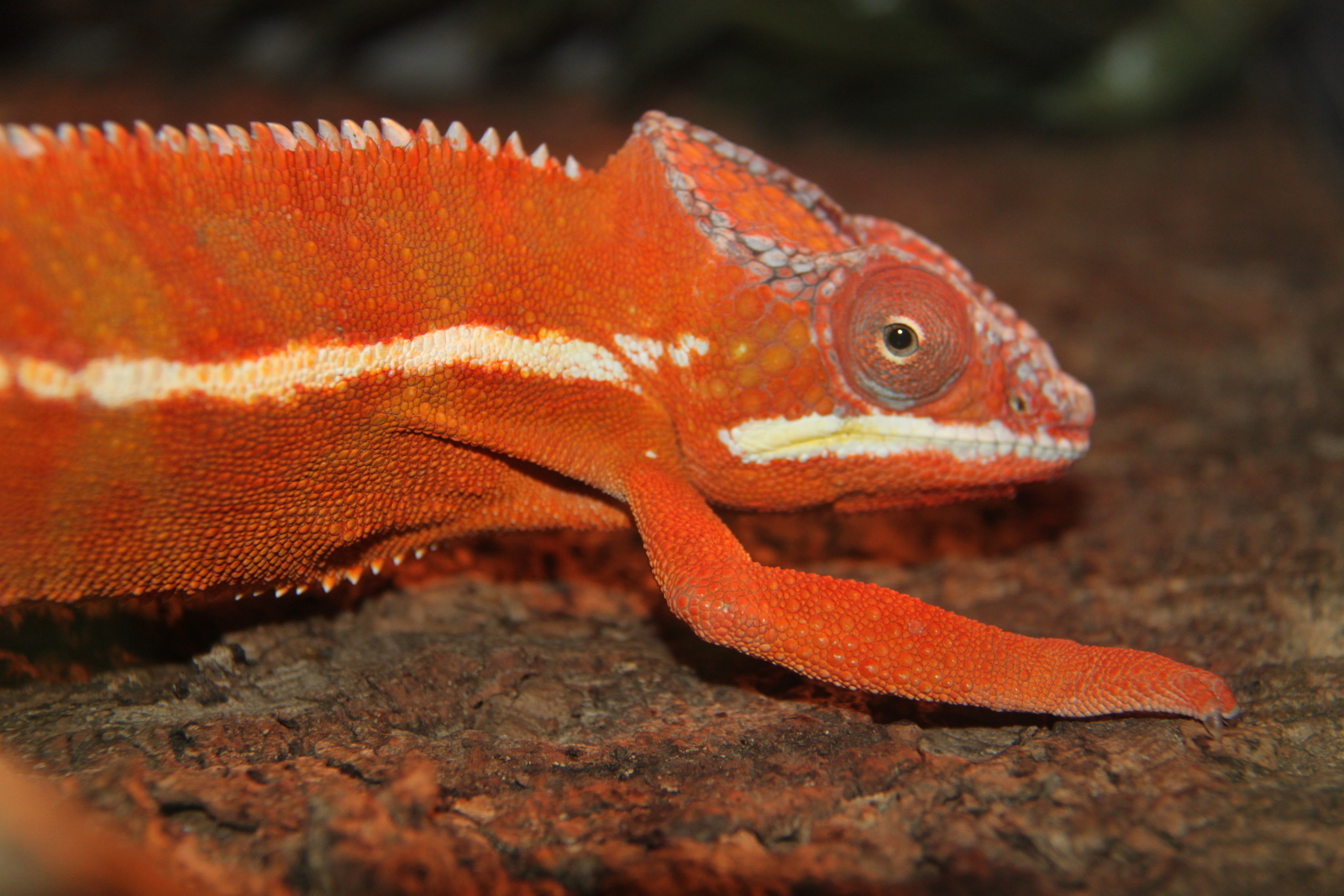
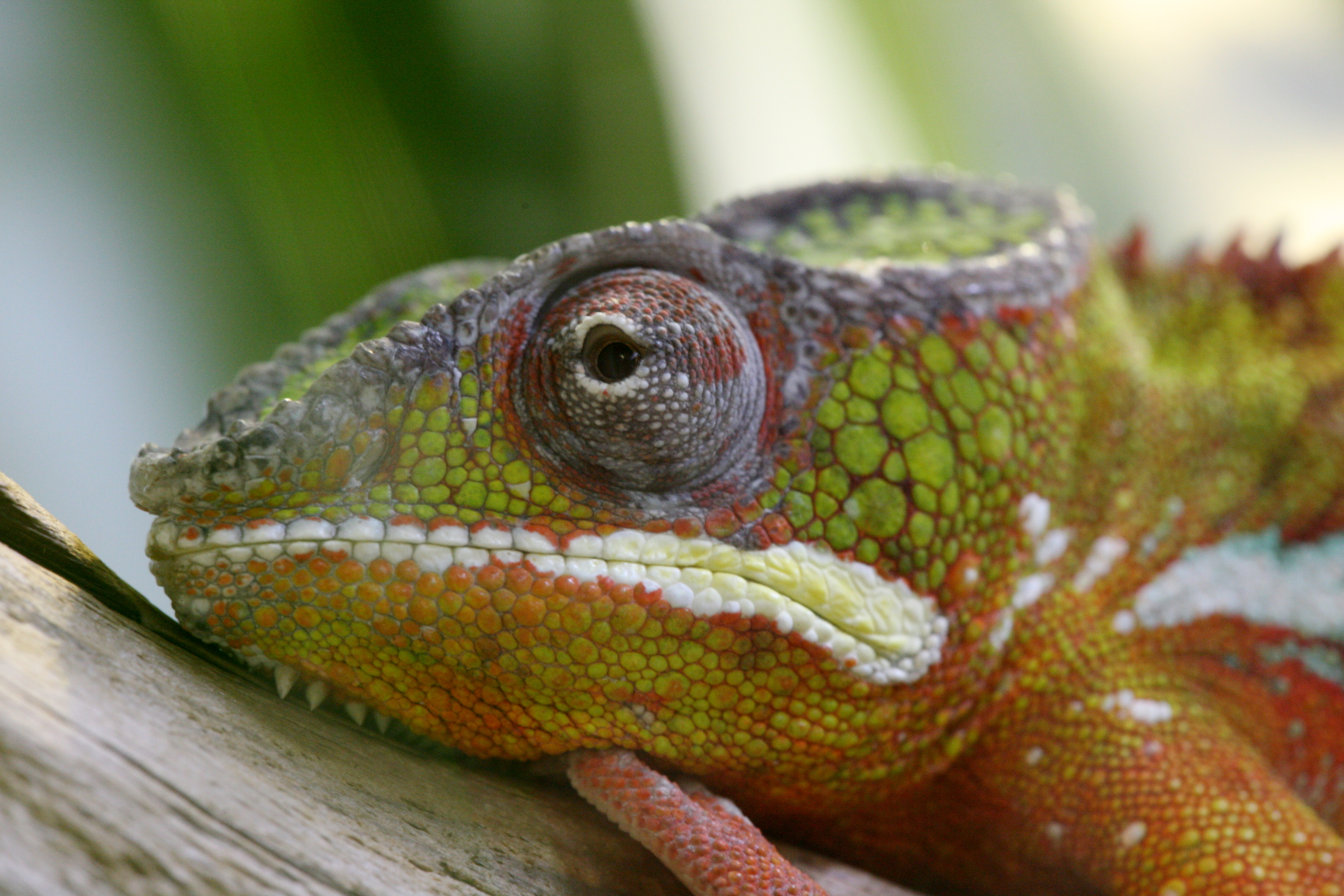

## وصلات خارجية
- (بالfr+en) مرجع نظام المعلومات التصنيفية المتكامل (ITIS) : Furcifer pardalis  (Cuvier, 1829)
- Furcifer pardalis في المركز الوطني لمعلومات التقانة الحيوية (NCBI)

## اقرأ أيضا
- حرباء
- حرباء محجبة
- حرباء شائعة
- سحلية
- زواحف
- حرشفيات